# دانتي كامبل
دانتي كامبل هو لاعب كرة قدم كندي في مركز الوسط، ولد في 22 مايو 1999 في Etobicoke ‏ في كندا. لعب مع نادي تورونتو.

## وصلات خارجية
- دانتي كامبل على موقع قاعدة بيانات كرة القدم.إي يو (الإنجليزية)
- دانتي كامبل على موقع Soccerway.com (الإنجليزية)